# Čvaljina
Čvaljina je naseljeno mjesto u općini Ravno, Federacija Bosne i Hercegovine, BiH.

## Zemljopis
Nalazi se kod entitetske granice s Republikom Srpskom i desetak kilometara od državne granice s Republikom Hrvatskom. Istočno od Čvaljine teče rijeka Trebišnjica. Tri kilometra sjeverno je Ravno.

## Povijest
Čvaljina se, pod nazivom Sualigna, u povijesnim se vrelima spominje još 1372. godine.
Godine 1629. posjetio je Donju Hercegovinu biskup fra Dominik Andrijašević. Tada je bila sva Donja Hercegovina katolička, gusto načičkana župama i crkvama. Prigodom posjeta Donjoj Hercegovini, zabilježio je župe u Popovu polju i među njima župu Zavalu i Čvaljinu u kojoj su dvije crkve i 40 katoličkih obitelji.

## Stanovništvo

### 1991.
Nacionalni sastav stanovništva 1991. godine, bio je sljedeći:
ukupno: 97
- Srbi - 81
- Hrvati - 15
- ostali, nepoznati i neopredijeljeni - 1

### 2013.
Nacionalni sastav stanovništva 2013. godine, bio je sljedeći:
ukupno: 59
- Hrvati - 41
- Srbi - 18

### Članci
- Vidović, Domagoj. 2010. Pregled toponimije jugozapadnoga dijela Popova. Folia onomastica Croatica. Zavod za lingvistička istraživanja HAZU. Zagreb.  (19): 283–340